# Meerzorg (Suriname)
Meerzorg (Sranantongo: Ansoe) is een plaats, ressort en voormalige plantage in Suriname in het district Commewijne. Het ligt tegenover Paramaribo aan de Surinamerivier. In september 2006 had het ressort 8112 inwoners.

## Ressort
Meerzorg is een van de zes ressorten van het district Commewijne. Naast het dorp zelf, maken onder meer de volgende dorpen deel uit van het ressort:
- Copi, Arowaks-inheems dorp
- Laarwijk, een dorp tegenover Domburg
- Rorac, een dorp van de Bakabusi Nengre. In 1917, nadat bauxiet was gevonden, werd de grond verkocht aan Alcoa en is het dorp in 1920 verlaten.[1]

## Geschiedenis
Oorspronkelijk was Meerzorg een plantage, en daaraan ontleent de plaats zijn naam. De plantage Meerzorg werd bekend door de Franse bezetting in 1712 en door de eerste export van koffie. De plantage lag aan de rivier, tussen de plantages Mopentibo en Jagtlust.

### Vroege geschiedenis
De plantage werd eind 16e eeuw als suikerrietplantage aangelegd door Paul Amsincq , een hugenoot die gevlucht was uit Rouen. Hij stamde af van de familie Amsinck uit Zwolle / Deventer, die naar Hamburg trok, om aan oorlogsgeweld te ontkomen. Willem (1542-1618) had onder meer een zoon Arnold en een kleinzoon Andreas, die een suikerraffinaderij in Rouen opzette: Pauls vader. Paul trouwde in 1693 met de Zeeuwse Anna Verboom, een zuster van commandeur Laurens Verboom.
On 10 october 1712 werd zijn plantage bezet door de Fransen onder leiding van Jacques Cassard (Cassard-expeditie). Amsincq en zijn familie moesten het achterliggende oerwoud invluchten. Meerzorg werd ingericht als het Franse hoofdkwartier. Binnen korte tijd had Cassard bijna alle plantages aan de Surinamerivier bezet. Suriname gaf zich over en was toen bezet door de Fransen.
Op Meerzorg werd een overeenkomst tussen de Fransen en vertegenwoordigers van de Surinaamse overheid getekend, waaronder Amsincq. Cassard zag af van plundering van Suriname, in ruil voor een brandschatting van 15.000 okshoofden suiker, of de tegenwaarde in koopwaren en slaven. Cassard vertrok op 27 october met ƒ747.350:-:- aan goederen en slaven.

### Economische bloeitijd

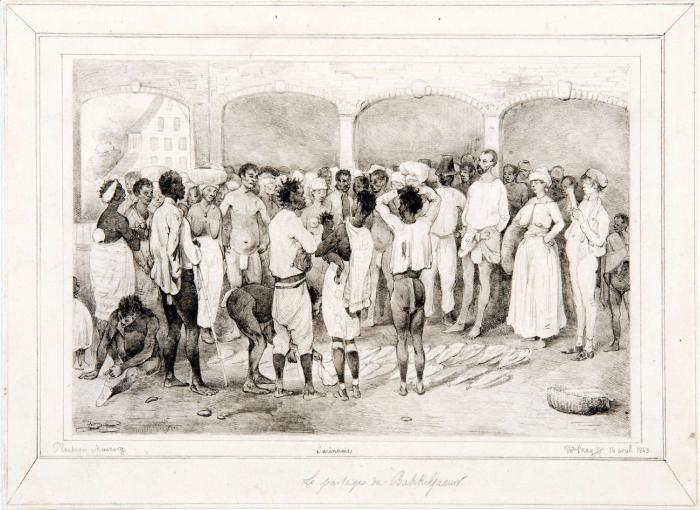
Potloodtekening Meerzorg, 16 april 1843

Rond 1713 werden de eerste koffieplantjes door de familie gepoot. De eerste die de in Suriname gekweekte koffie verscheepte was Nicolaas van Sandick. Deze koffie was van Meerzorg afkomstig. De eerste 50 ponden werden verzonden aan de weduwe Amsincq te Amsterdam, en bij aankomst goed van smaak bevonden. In 1723 werden al diverse schepen met partijen koffie uit Suriname naar Amsterdam gestuurd.
Het volgende jaar bedroeg de uitvoer van koffie uit de kolonie 5627 Amsterdamse ponden, in 1726 honderdduizend, en in 1732 meer dan een miljoen pond. Toen de koffiecultuur op gang kwam in Nederland maakte de plantage, die op dat moment werd beheerd door de naaste en aangetrouwde familie van Amsincq, tijden van economische welvaart mee. Tot zeker 1849 stond P. Amsincq als eigenaar van Meerzorg te boek. Ergens tussen 1793 en 1820 was Meerzorg weer teruggekeerd naar de teelt van suikerriet.

### Na de emancipatie

Javanen op plantage Meerzorg in Suriname, foto KITLV 4595

Bij de uitvoering van de Emancipatiewet in 1863 kregen 325 slaven de vrijheid. De Amsterdamse handelaar Bernardus Johannus Rothuijs Hendrikszoon was destijds de eigenaar. Hij handelde onder de firmanaam Rothuijs en Compagnie. De compagnie was in die tijd ook eigenaar van de plantage Groot-Marseille en mede-eigenaar van de plantages Berg en Dal en Breukelerwaard. Verder vertegenwoordigde hij de in Duitsland wonende eigenaren van plantage De Resolutie.
In 1888 was de plantage in het bezit van de erfgenamen van de Firma Pieter Poel uit Amsterdam die bij de emancipatie ook al eigenaar was van Sorgvliet. Deze firma was in 1836 al door twee derde van de eigenaren aangesteld tot directeur van de administratie. Daarna werd in 1887 de West-Indische Landbouw Maatschappij opgericht. Begin 1900 ging de maatschappij over in de Landbouwmaatschappij Abrasei. De eigenaar was dhr. P.M.S. Ruijs.
Deze maatschappij werd begin 1906 overgenomen door de familie Van Everdingen die zich direct inschreef voor 130 hectare door het gouvernement gesubsidieerde bacovencultuur. Later dat jaar werd voor nog eens 35 hectare ingeschreven. De teelt van bacoven begon voorspoedig en in 1907 werd een verzoek ingediend voor het aanleggen van een tramlijn tussen plantage Spieringshoek en Meerzorg voor het vervoer van de bananen. De United Fruit Company, de afnemer van de bananen, zou dan gaan laden aan een steiger bij Meerzorg. Dit plan ging echter niet door. In hetzelfde jaar was er ook sprake van een overname van de plantage. De nieuwe eigenaren wilden de Cultuurmaatschappij Meerzorg oprichten en 600 hectare in cultuur brengen voor de teelt van bacoven en rubber.
In 1915 kocht het gouvernement de plantage met als de doel de bevordering van de kleine landbouw. In 1929 had Meerzorg, dankzij de gunstige ligging ten opzichte van Paramaribo, zich ontwikkeld tot een van de meest welvarende vestigingsplaatsen. Samen met Mopentibo had zij een oppervlakte van 1350 hectare, die vrijwel helemaal uitgegeven was in 1300 percelen van driekwart tot anderhalve hectare.
In 1930 werd de plantage uitgebreid met 72 hectare door de inpoldering van het voorland van de plantage. Dit gedeelte werd gebruikt voor de rijstteelt. De beheerder was toen H.S. Chundro. Hij was van 1900 tot 1907 directeur van plantage Dordrecht en daarna controleur van de Gouvernements Bacovencultuur. In 1925 werd hij benoemd tot hoofdopzichter van de kleine landbouw.

## Sport

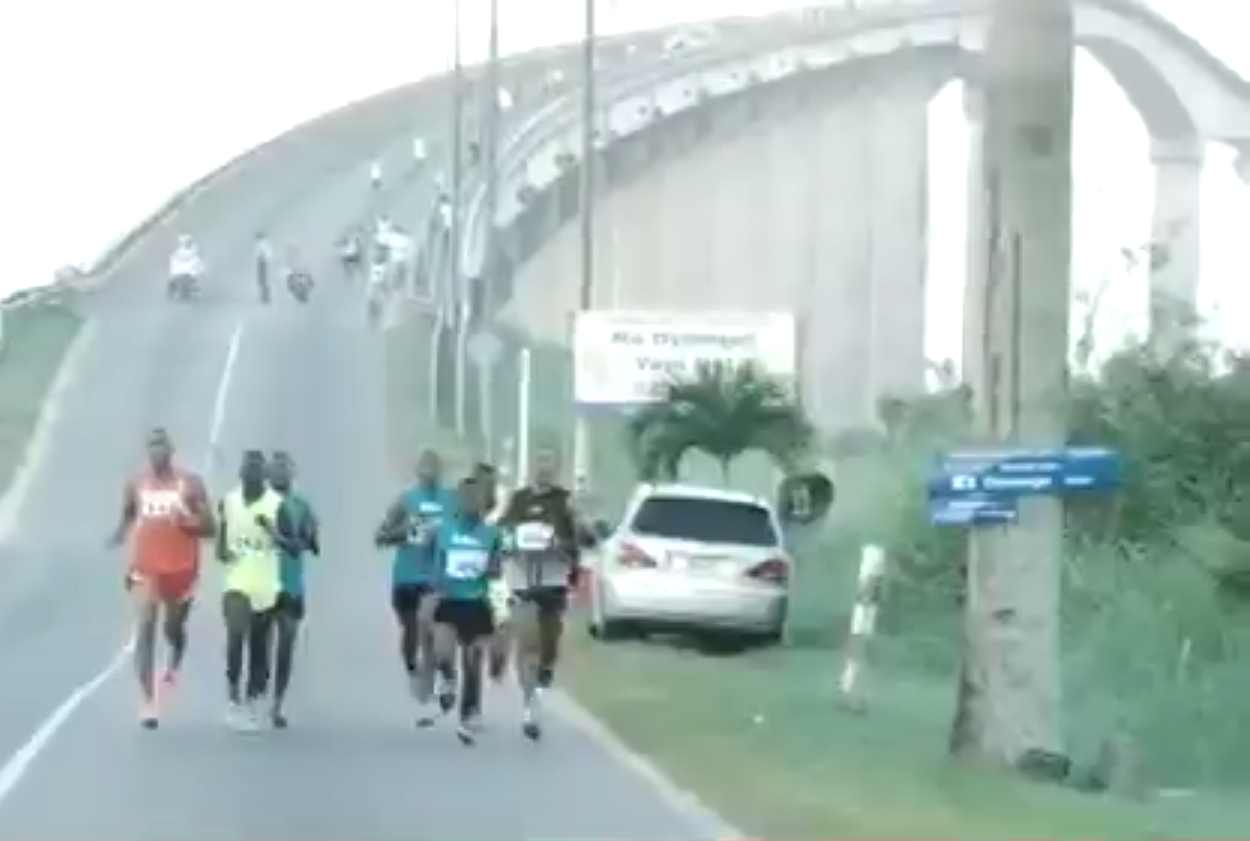
Bigi Broki Waka, 2013

Er is een zwembad en er zijn meerdere sportverenigingen. Jaarlijks in de eerste week van het jaar wordt de hardloopwedstrijd Bigi Broki Waka georganiseerd, tussen Paramaribo en Meerzorg over de Jules Wijdenboschbrug.

### Voetbal
In Meerzorg bevindt zich het Meerzorg Stadion met capaciteit voor 1.300 bezoekers. Het biedt onderdak aan meerdere voetbalclubs. Dit zijn:
- SV Excelsior
- SV The Brothers
- SV Nishan 42

## Voorzieningen
In 1955 opende Koningin Juliana op het terrein van de voormalige plantage een hindoestaanse tempel.
In Meerzorg bevinden zich onder andere een art-deco-bioscoop in houtbouw te Tamanredjo en een internetcafé.

## Verkeer en vervoer

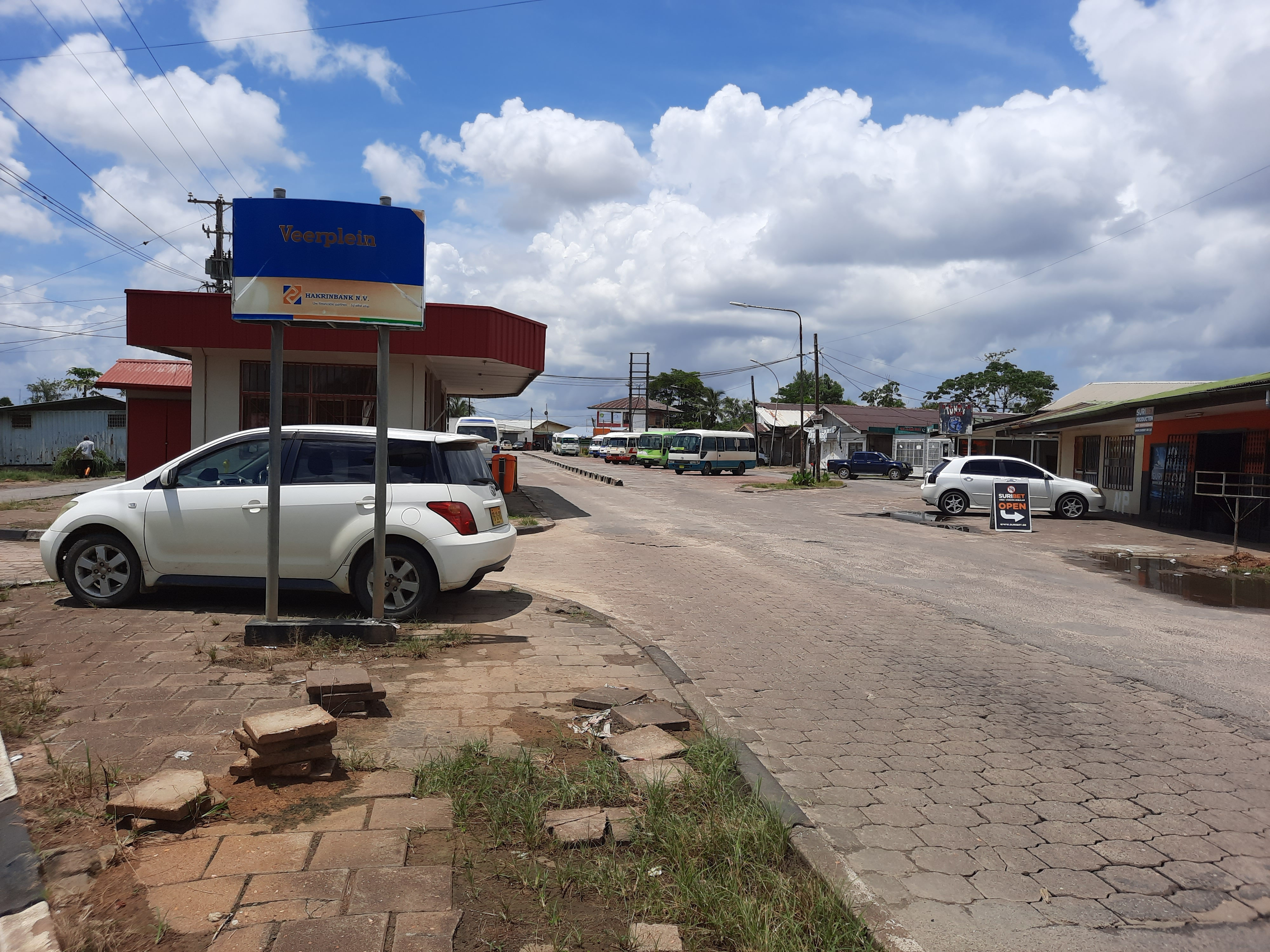
Het Veerplein

Om vanuit Meerzorg in Paramaribo te komen moest men vroeger met een veerpont over de Surinamerivier maar na het gereedkomen in 2000 van de Jules Wijdenboschbrug heeft Meerzorg zich snel ontwikkeld. Meerzorg is het centrale busstation van Commewijne.

## Bekende personen uit Meerzorg
De volgende personen zijn hier geboren en/of grotendeels getogen of hebben veel voor Meerzorg betekend terwijl ze hier woonden:
- Ramdjan Abdoelrahman (1935), Surinaams-Nederlands filmregisseur, documentairemaker en scenarist
- René Tosari (1948), beeldend kunstenaar
- Nini Harpal (1952), worstelaar
- Michel Nathoe (1965), worstelaar
- Ingrid Karta-Bink (1971/1972), politicus
- Mohamedsafiek Radjab, politicus